# ТЕС Гіліманюк
8°10′32″ пд. ш. 114°26′34″ сх. д. / 8.17556° пд. ш. 114.44278° сх. д.
ТЕС Гіліманюк – теплова електростанція на західному узбережжі індонезійського острова Балі.
У 1997 році на майданчику станції ввели в експлуатацію одну газову турбіну Alstom GT13E2 потужністю 133,8 МВт. Вона була встановлена на роботу у відкритому циклі та розрахована на споживання нафтопродуктів. Можливо відзначити, що первісно ця турбіна призначалась для яванської ТЕС Муара-Тавар, проте у підсумку була перевезена на Балі.
Існують плани доповнення станції паровою турбіною та перетворення її у більш ефективний об’єкт, котрий використовує технологію комбінованого парогазового циклу. Втім, станом на другу половину 2010-х цей проект не було реалізовано.